# Antimetabool
Een antimetabool is een stijlfiguur waarbij woorden worden herhaald, maar dan in de omgekeerde volgorde.
Voorbeelden
- De god denkbaar, denkbaar de god (W.F. Hermans)
- We zullen eten, eten zullen we.